# Jbel El Koudiate
Jbel El Koudiate es un volcán en escudo extinto localizado 5  km al oeste de la ciudad de Ifrane en el Atlas Medio de Marruecos. Es uno  de las tres estructuras volcánicas principales de la región  Azrú  junto con el  Jbel Outgui y el Jbel Tamarrakoit.